# 元景夏
元景夏（？—？），河南郡洛阳县（今河南省洛阳市东）人，北魏宗室、官员，世系不详。

## 生平
永安二年夏闰七月辛卯（529年8月31日），北魏巴州刺史严始欣献出巴州投降南梁，南梁派遣萧玩、张鸿等人率领军队支援严始欣，北魏巴州都督元景夏率领梁州和益州的军队前往讨伐。
永安三年春正月己丑（530年2月25日），北魏益州刺史长孙寿和梁州刺史元俊派遣部下将领，与巴州都督元景会师讨伐严始欣，将严始欣斩首，南梁将军萧玩、何难尉、陈愁战败逃走，萧玩被斩首，南梁一万多人被俘虏。